# Androlepis fragrans
Espèce
Classification phylogénétique
Androlepis fragrans est une espèce de plantes de la famille des Bromeliaceae, endémique du Mexique et décrite en 2011.

## Distribution
L'espèce est endémique de l'État de Veracruz au Mexique.

## Description
L'espèce est épiphyte.